# Waléran IV de Limbourg
Walram IV ou Waléran IV de Limbourg, mort le 14 octobre 1279, est duc de Limbourg de 1247 à 1279. Il est le fils d'Henri IV, duc de Limbourg, et d'Ermengarde de Berg, comtesse de Berg.

## Biographie
Il joue un grand rôle politique en Allemagne, alors troublée par le Grand Interrègne. C'est à cette époque qu'il cesse de soutenir les Hohenstaufen, pour se rallier à Guillaume de Hollande. Il est envoyé en ambassade auprès du roi Henri III d'Angleterre, puis, après la mort de Guillaume de Hollande, sountint la candidature de Richard de Cornouailles. En 1272, il fait partie des seigneurs qui offrirent la couronne à Ottokar II, roi de Bohême, puis à Rodolphe de Habsbourg. 
En 1252, il intervient également dans la guerre de Succession de Flandre et du Hainaut, aux côtés de Jean d'Avesnes. Après 1258, il se brouille avec Jean Ier de Brabant, mettant fin à soixante ans de bons rapports avec les ducs de Brabant. Il intervient fréquemment dans les affaires de l'archevêque de Cologne, en lutte constante avec les bourgeois de sa ville.

## Mariages et enfants
Il épouse en premières noces Judith de Clèves, fille de Thierry V, comte de Clèves, et d'Hedwige de Misnie. Ils eurent :
- Ermengarde († 1283), duchesse de Limbourg, mariée en 1276 à Renaud Ier († 1326), comte puis duc de Gueldre.

Veuf, il se remarie en 1278 avec Cunégonde de Brandenbourg, fille d'Othon III, margrave de Brandenbourg, et de Béatrice de Bohême. Ils n'ont pas d'enfants.

## Sources
- M. Yans, « Waleran IV », Académie royale de Belgique, Biographie nationale, vol. 27, Bruxelles, 1938 [détail des éditions], p. 59-63.
- Généalogie de la maison de Limbourg.